# Надашди, Франц Леопольд

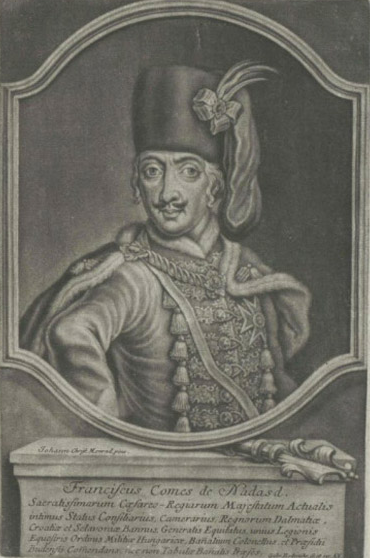
Франц Леопольд Надашди

Граф Ференц Липот Надашди-Фогарашфёльд (венг. Nadasdy-Fogarasföld Ferenc Lipót), более известный как Франц Леопольд фон Надашди (нем. Franz Leopold von Nádasdy; 30 сентября 1708, Радкерсбург — 22 марта 1783, Карлштадт) — генерал-фельдмаршал австрийской армии, бан Хорватии (1756—1783; хорв. Franjo Leopold Nádasdy).
Происходил из старинного венгерского дворянского рода. Родился в семье графа Ференца Надашди (ум. 1717) и его 3-й жены Розалии Ребеки (1673—1717), урождённой баронессы фон Шраттенбах цу Хеггенберг-унд-Остервитц (von Schrattenbach zu Heggenberg und Osterwitz). Внук графа Ференца Надашди (1622—1671).

## Служба в армии
В 1727 году Надашди поступил в гусарский полк Чаки[уточнить]. В 1734 году он стал полковником гусарского полка Чунгенберга. В начале войны за Австрийское наследство, в 1741 году, Надашди купил в собственность гусарский полк Чаки. В ноябре 1741 года он отбил город Нойгауз у франко-баварских сил. Пока австрийская армия осаждала Прагу, Надашди во главе кавалерийского корпуса пересёк французскую границу и занял г. Нойбург. В 1743 году Надашди воевал в Баварии, где захватил Вассенбург и Фрайдберг. В марте после поражения графа Карла фон Минуччи при Браунау он занял Оттинг, Бургхаузен, Мюльдорф.
В июле 1744 года Надашди принимал участие в форсировании Рейна, возглавляя австрийский авангард и выиграл при Агено и Эльзасс-Цаберне. В том же году он был произведён в чин генерал-майора.
15 февраля 1745 года женился на Марии-Максимилиане графине Роттал. В кампании того года он сражался в Верхней Силезии. 30 сентября он участвовал в сражении при Зооре, где захватил прусскую армейскую казну. В том же году он был произведён в чин генерала кавалерии и получил назначение коменданта цитадели Офена.
В 1746 году Надашди был переведён на итальянский театр военных действий. 17 марта он атаковал укреплённую позицию противника у Гуасталлы. 16 июня он участвовал в победоносном сражении при Пьяченце. 12 августа — сражался в нерешённой битве при Роттофредо, а также был свидетелем боевых действий при Нови и при Генуе.
В 1757 году Надашди формировал новые войска на Нижнем Дунае, чтобы присоединиться с ними к армии фельдмаршала Дауна, наступавшей против пруссаков под Прагой. 18 июня в сражении при Колине, Надашди возглавлял решающую фланговую атаку, принесшую победу австрийской армии. После этой победы он получил Большой крест ордена Марии-Терезии. 13 августа Надашди участвовал в бою при Ладесгуте, 7 сентября — провёл решающую атаку против отдельного прусского корпуса при Мойсе. Наконец, 13 ноября после 16-дневной осады Швейдница, захватил эту крайне важную крепость. 5 декабря в сражении при Лейтене Надашди командовал австрийской кавалерией на левом фланге. В результате предубеждённых суждений о его командовании в этом разгромном для австрийцев сражении, его реноме сильно пострадало и в дальнейшем в ходе этой войны он уже никогда не удастаивался самостоятельного командования.
В 1758 году Надашди вернулся в Хорватию и посвятил свою энергию реорганизации пограничных пехотных полков.
15 февраля 1759 года Надашди снова женился: на этот раз на Марии-Сузанне баронессе фон Рабатински.
В 1778 году Франц Леопольд в преддверии новой войны с Пруссией был назначен командующим армии в Галиции. Мир был подписан быстро, Надашди вышел в отставку в 70-летнем возрасте.